# Brunettia amoena
Brunettia amoena är en tvåvingeart som först beskrevs av Quate 1965.  Brunettia amoena ingår i släktet Brunettia och familjen fjärilsmyggor.
Artens utbredningsområde är Filippinerna. Inga underarter finns listade i Catalogue of Life.